# Бронепалубни крайцери тип „Нанива“
Нанива (на японски: 浪速型防護巡洋艦) са серия бронепалубни крайцери на Императорските ВМС на Япония. Вземат участие в Китайско-японската война, Руско-японската война и Първата световна война.
Крайцерите са построени във Великобритания на основата на проекта на чилийския крайцер „Есмералда“ по проект на Уилям Уайт. В сравнение с прототипа е усилено бронирането.
В конструкцията са използвани много нови технически решения: двойно дъно разделено на клетки (за защита от торпеда и лягане на грунта). Отсеците на междудънното пространство могат да се пълнят с вода, за увеличаване на ъгъла на възвишение на оръдията на главния калибър. Увеличената височина на надводния борд позволява да се вдигне бронираната палуба над водолинията. В системата на конструктивната защита са включени разположени над и под бронираната палуба въглищни бункери, прикриващи главните механизми по бордовете, а също така и водонепроницаеми прегради.
Основното въоръжение са две 260 mm (25-тонни) нескорострелни оръдия „Круп“, поставени в барбети и шест 150 mm оръдия „Круп“, в спонсони.
Крайцерите на типа „Нанива“ са първите бронепалубни крайцери в състава на Японския Императорски флот. Към момента на влизането си в строй „Нанива“ са най-силните бронепалубни крайцери в света. Двата кораба вземат активно участие в Японо-китайската война (1894 – 1895).
През 1898 г. са демонтирани бойните марсове. Към 1903 г. корабите са превъоръжени със скорострелни 152 mm оръдия в палубни щитови установки, барбетите са демонтирани. Към началото на Руско-японската война въоръжението на крайцерите е осем 152 mm оръдия (на „Такачихо“– десет), две 57 mm оръдия, две картечници и четири 356 mm надводни торпедни апарата.
1907 г. двата вече остарели крайцера са преоборудвани в спомагателни минни заградители. От въоръжението им остават по осем 152 mm оръдия, торпедните апарати са свалени.
„Нанива“ потъва през 1912 г. в резултат на навигационна авария.
„Такачихо“ взема участие в Първата световна война. В хода на обсадата на Циндао крайцерът е торпилиран от немския миноносец S-90 и потъва, ставайки най-големия кораб, който Япония губи в Първата световна война от бойни действия.

## Представители на проекта
| Име               | Заложен         | Спуснат на вода | Влиза в строй       | Съдба |
| ----------------- | --------------- | --------------- | ------------------- | --- |
| „Нанива“ 浪速     | 27 март 1884 г. | 18 март 1885 г. | 1 декември 1885 г.  | минен заградител от 1907 г. разбива се на камъни до остров Уруп на 18 юли 1912 г. изключен от списъците на флота на 5 август 1912 г. |
| „Такачихо“ 高千穂 | 27 март 1884 г. | 16 май 1885 г.  | 26 февруари 1886 г. | торпилиран и потъва на 17 октомври 1914 г.                                                                                           |